# Битва при Ташискари
Битва при Ташискари (Грузин: ტაშისკარის ბრძოლა) 16 июня 1609 года у села Ташискари состоялась битва между грузинами и турками-османами. Грузины во главе с Георгием Саакадзе одержали победу над противником.

## Битва
В июне 1609 года большая армия османов вторглась в Картли, разграбила несколько деревень, взяла в плен часть населения и быстро подошла к Манглису. Османы попытались отрезать деревню от Цхирети (Шида Картли), где жил царь Луарсаб II. Теудор Кетели обманул врага и увел его в другом направлении. Тем временем грузины собрали армию и под командованием Георгия Саакадзе и Зазы Цицишвили у села Няби (ныне Каспийский муниципалитет), на болоте Щерти, повернули врага назад. Возвращаясь в Гори, они нашли мост через реку Мтквари. Затем они повернули в сторону Ахалцихе. у села Брбона. Они переправились через Мтквари и расположились лагерем у села Ташискар (ныне Хашурский муниципалитет). Грузинская армия переправилась через реку Мтквари у села Ахалдаба (ныне Боржомский муниципалитет) и отрезала противнику путь в Ахалцихе. На военном совещании план Георгия Саакадзе был принят, и ему было поручено командование. Грузинская армия внезапно напала на врага на рассвете и почти полностью уничтожила его, лишь небольшой части удалось спастись. Грузины остались с большой добычей и пленными. В этом сражении особенно отличился Георгий Саакадзе